# Hygrochloa aquatica
Hygrochloa aquatica är en gräsart som beskrevs av Michael Lazarides. Hygrochloa aquatica ingår i släktet Hygrochloa och familjen gräs. Inga underarter finns listade i Catalogue of Life.